# フランセス・シャンド・キッド
フランセス・シャンド・キッド（Frances Shand Kydd、旧姓スペンサー（Spencer）、バーク・ロッシュ（Burke Roche）、1936年1月20日 - 2004年6月3日）は、イギリス貴族の令嬢で、第8代スペンサー伯爵エドワード・スペンサーの先妻、ピーター・シャンド・キッドの2番目の妻。
前夫のスペンサー卿との間に元皇太子妃ダイアナをもうけた。ウィリアム王太子、ヘンリー王子の祖母。ジョージ王子、シャーロット王女、ルイ王子、アーチー・マウントバッテン＝ウィンザー、リリベット・マウントバッテン＝ウィンザーの曾祖母。

## 経歴

### 生い立ち
1936年1月20日に第4代ファーモイ男爵モーリス・バーク・ロッシュとその妻ルースの間の次女としてイングランド・ノーフォーク・サンドリンガムのパークハウスに生まれる。
ハートフォードシャーのダウンハム学校（Downham School）で学ぶ。テニス等スポーツが得意だったという。

### スペンサー卿との結婚生活
18歳の時に社交界にデビューし、12歳年上のスペンサー伯爵家の御曹司オールソープ子爵エドワード・スペンサーと知り合った。わずかな恋愛期間だけで、1954年6月にウェストミンスター寺院でオールソープ卿と結婚した。結婚披露宴には女王エリザベス2世やエリザベス皇太后も出席した。
1955年に父ファーモイ卿が死去し、1956年から母ルースがエリザベス皇太后に女官として仕えるようになる。
ファーモイ卿の死後にルースはフランセスとオールソープ卿にパークハウスの賃借権を譲渡してくれた。オールソープ卿が父である第7代スペンサー伯爵アルバート・スペンサーと不仲であり、スペンサー伯爵家領オールソープに屋敷を構えて暮らしていくのを嫌がっていたためである。
パークハウスで新婚生活をはじめたフランセスとオールソープ卿は、1955年に長女セーラ、1957年に次女ジェーン、1960年にジョン（生後すぐに死去）、1961年に三女ダイアナ、1964年に次男チャールズをもうけた。
この頃までのオールソープ家の家庭生活は平和そのもので屋敷の使用人たちも「オールソープ卿ご夫妻は本当に仲睦まじかったです」「お高くとまったところは全くなく、普通のご家族でした」「オールソープ卿夫人は素晴らしい方でした。いつも朗らかで、私たちを使用人としてではなく友人のように扱ってくださいました」と証言している。

### スペンサー卿との不仲と離婚
しかしチャールズ誕生後、夫婦仲がおかしくなった。フランセスは才気ある女性で刺激のないパークハウスでの隠遁生活に嫌気がさしていたが、オールソープ卿は逆に田舎生活を好む人で騒がしいロンドンへ上京するのが億劫だった。二人の関係は険悪になっていき、幼いダイアナも客間のドアの後ろに隠れていた際に両親が口論しているのを目撃したことがあるという。
フランセスはロンドンへよく上京し、ロンドン社交界に積極的に参加するようになった。そしてオーストラリア帰りの実業家で妻子持ちのピーター・シャンド・キッドと恋仲になった。風来坊な雰囲気のあるピーターはオールソープ卿にない刺激を持っていたという。
フランセスによれば、1967年9月にオールソープ卿が彼女に家庭内暴力を振るったという。これを機にフランセスはダイアナとチャールズを連れてパークハウスを出た（セーラとジェーンは寄宿学校に入っていた）。そしてロンドン・ベルグレーヴィアのカドガン・プレイスにフラットを借りてピーターとの同棲生活を開始した。12月に子供たちにパークハウスでクリスマスを過ごさせるため一時戻したが、オールソープ卿は子供たちをロンドンへ帰さず、そのままパークハウス近隣の学校へ入学させた。
フランセスが弁護士に相談したところ、家庭内暴力を理由に離婚訴訟を開始するのがよいと勧められた。しかし彼女が訴訟を起こすより前の1968年4月にシャンド・キッド夫人が夫ピーターの不倫を理由に離婚訴訟を起こした。この裁判でフランセスは姦通の相手として糾弾され、ピーターは子供3人の親権を失った。同年6月にオールソープ卿夫妻の訴訟が始まったが、シャンド・キッドの離婚訴訟で浮気が確定していた彼女の立場は悪かった。実の母であるルースさえも娘の不倫に怒り心頭になり、「娘婿が暴力を振るうところなど見たことがない」「娘には母親の資格がない」と証言した。フランセスは夫の「家庭内暴力」についての証人を得ることができず、結果、子供たちの親権はオールソープ卿に認められることとなった。

### シャンド・キッドとの再婚生活
1969年5月2日にピーター・シャンド・キッドと再婚し、ウェスト・サセックスの海岸近くの家で新婚生活を開始した。パークハウスのダイアナとチャールズは毎週末に乳母に連れられてロンドンへ出てきて、フランセスと会っていた。二人がベルグレーヴィアのフラットに入る際にフランセスが泣きだし、二人が「お母様、どうしたの」と聞くと「貴方達が明日帰ってしまうと思うとたまらないのよ」と答えるやりとりが毎回繰り返され、半ば儀式化していたという。フランセスは子供たちにピーターのことを紹介したが、子供たちは気さくなピーターになついていたという。
1972年にスコットランドのオーバンの南にあるセイル島に引っ越した。子供たちは夏休みにここへきて魚釣りやヨット遊びをしたり、バーベキューをしたりして楽しんだ。
1980年に娘ダイアナがチャールズ3世（当時皇太子）と交際するようになり、マスコミに追い回されるようになった。娘を不憫に思ったフランセスは12月にプライベート無視のマスコミ報道を批判する手紙を『タイムズ』紙に送った。これがきっかけとなり英国議会も「ダイアナ・スペンサー嬢に対するマスコミの扱いを遺憾に思う」とする批判動議を決議した。これ以降もしばしばフランセスがダイアナに代わって対マスコミの矢面に立つようになる。
1980年代に夫ピーターがフランス人女性と不倫するようになったため、彼とも不仲になっていき、1988年から別居し、後に離婚して家を出た。

### 晩年
シャンド・キッドとの離婚後は慈善事業に熱心に取り組むようになる。1994年に聖公会からローマ・カトリック教会に改宗した。スコットランドのカトリック教会復興のための資金集めに奔走していたが、娘のダイアナは「私を利用してお金を集めている」と立腹していたという。また1996年にダイアナがチャールズ皇太子と離婚して殿下の称号を剥奪されたが、この際にフランセスは「ダイアナが王族の称号を剥奪されたことは実にすばらしいことだと思います」とコメントした。しかしダイアナは王族の身分をはぎ取られたことに苦々しい思いをしていたので、母のコメントを不快に感じ、「きっと母は酔っているんだわ」と述べたという。
そのため晩年のダイアナはフランセスに冷たくなったという。ダイアナが1997年8月31日に死んだ時にはフランセスは娘との関係を修復できなかったことを悔やんだという。
2004年6月3日に死去した。